# アルフレッド・L・クローバー
アルフレッド・ルイス・クローバー（Alfred Louis Kroeber、1876年6月11日 - 1960年10月5日）は、アメリカ合衆国の文化人類学者。20世紀前半の学界人中、最もその影響力の大きかった人物のひとり。

## 経歴
1876年、ニュージャージー州ホーボーケンのドイツ系の家庭に生まれた。コロンビア大学に入学して、フランツ・ボアズの指導を受ける。1901年、コロンビア大学自身が生まれ育ったアラパホー地方でのフィールドワークに基づいた論文を提出して学位を取得。その学者としてのキャリアの大半をカリフォルニア州で過ごし、その殆どがカリフォルニア大学バークレー校においてすごした。カリフォルニア大学の人類学部の本館は、彼にちなんで「クローバー・ホール」として知られている。1945年トーマス・ハックスリー記念賞受賞。

## 研究内容・業績
- 一般には文化人類学者として知られているが、考古学においても重要な業績を挙げている。考古学と文化の関連付けを行う上での人類学への貢献も大きい。ニューメキシコ、メキシコ、ペルーで何度か発掘活動の指揮を取ったこともある。
- クローバーとローランド・ディクソンは共に、北米でのネイティヴ・アメリカンの言語の発生的な分類においても大きな影響を及ぼした人物である。ペヌーティ語族とホカ大語族のような分類には彼等の所説が考慮されている。影響力は、非常な大きなものがあり、多くの同時代人はあごひげと口ひげを蓄えた彼の風貌を、ほとんど社会科学者とはかくあるものと看做したほどである。
- 彼の手による教科書『文化人類学』（Anthropology、1923年、1948年）は、長く広汎に利用されている。

### ネイティブ・アメリカンに関する調査・研究

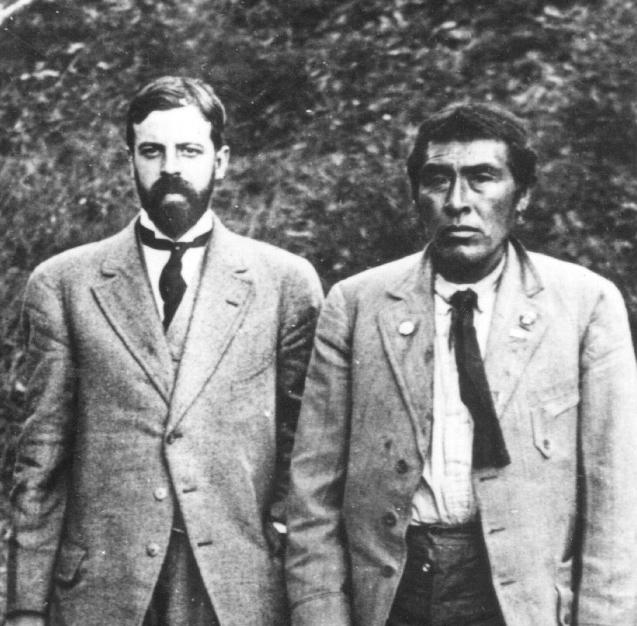
1911年、アルフレッド・クローバー（左）とイシ

- クローバーと彼の弟子たちは、アメリカ合衆国の西海岸におけるネイティブ・アメリカンの諸部族の文化的データを収集し、それを一冊の報告に纏め上げている。これは、Handbook of Indians of California (1925)として刊行されている。こうした既に消え去った部族の情報を保存しようとする試みは、今日では"民族誌救済"( "Salvage ethnography")の名で呼ばれるようになった。文化地域や文化的配置といった概念を考え出し、広めたことでも知られている (Cultural and Natural Areas of Native North America, 1939年)。
- ヤヒ族の生き残りイシと一緒に仕事をしたことでも有名。イシは、カリフォルニアの部族ヤヒ族の最後の生き残りと言われているが、その信憑性には異論がないわけではない。

## 家族・親族
- 再婚した妻：シオドーラ・クローバーも人類学者。シオドーラも夫を亡くしており、その後人類学の研究を始めた。よく知られているイシの伝記『イシ 二つの世界に生きたインディアンの物語』（岩波書店）を書いている。
- 息子：カール・クローバーは歴史家。
- 娘：アーシュラ・K・ル＝グウィンは作家。
  - 2度目の妻のシオドーラ・クローバーとの間に学者カール・クローバーと作家アーシュラ・K・ル＝グウィンという子供をもうけている。シオドーラと彼女の死別した最初の夫との結婚によって生まれた2人の子どもも育てており、その2人の息子がテッドと歴史家のクリフトン・クローバーである。クリフトンとカールは、最近（2003年）、一緒にイシのケースについて一冊の本、Ishi in Three Centuries.  を纏め上げた。これは、イシについて、アメリカインディアンの手になるエッセイも収録した初めての学術書となるものである。

## 著作
- 『フィリッピン民族誌』三省堂　1943年
- 『文明の歴史像:人類学者の視点』社会思想社　1971年
- 『様式と文明』創文社　1983年